# Bol kalkkopje
Het bol kalkkopje (Physarum globuliferum) is een slijmzwam behorend tot de familie Physaraceae. Het komt voor in naaldbos of gemengd bos. Het leeft saprotroof op dood naaldhout.

## Verspreiding
Physarum globuliferum komt voor op alle continenten met uitzondering van Antarctica. In Nederland komt het zeldzaam voor. 